# Borovo (tvornica obuće)
Tvornica obuće Borovo, hrvatska je tvrtka za proizvodnju obuće i gumarskih proizvoda.

## Povijest
Godine 1931. češki industrijalac Tomáš Baťa osnovao je tvrtku pod nazivom Tvornica Bata - jugoslavenska tvornica gume i obuće d.d. Borovo  i pokrenuo proizvodnju obuće na periferiji Vukovara. Godine 1933. započela je i proizvodnja gumeno-tehničke robe. U okolici tvornice izgradio je također i reprezentativno stambeno naselje za radnike te uredio infrastrukturu (ceste, rasvjeta, parkovi i društveni dom).
Za vrijeme Drugog svjetskog rata razvoj stagnira. Od 1941. godine djeluje pod nazivom Hrvatska tvornica gume i obuće, a 1944. godine rad tvornice je obustavljen.
Nakon rata, 1945. godine tvornica je nacionalizirana i osnovan je Kombinat gume i obuće Borovo. Pod tim imenom i kroz različite organizacijske oblike Borovo posluje do 1991. godine. Tijekom tog razdoblja proizvodnja značajno raste, a proizvodi se izvoze u europske i druge zemlje.
Godine 1968. godine proizvedena je namjenska obuća Borosana koju je razvio tim stručnjaka na čelu s ortopedom Brankom Strinovićem. Godine 1976. proizvedena je tenisica pod nazivom Startas koja je u početku bila namijenjena za igranje stolnog tenisa, no postala je najveći brand tvrtke.
Godine 1991. Borovo prestaje s poslovnim aktivnostima, a tijekom Domovinskog rata njegovi su brojni objekti razoreni. Od 1992. do 1997. godine uprava Borova djeluje iz Zagreba, a proizvodnja se odvija u Donjem Miholjcu. Usporedno, u tadašnjoj RSK se djelomično obnavlja proizvodnja.[nedostaje izvor] Godine 1998. proizvodnja se vraća se u Vukovar, a 2008. godine proizvodnja kožne obuće preseljena je u novoobnovljenu i tehnološki opremljenu zgradu Obućara nova.

### Tvorničke novine
Od 1932. do 1996. godine izlazio je tvornički list Borovo. Izlazio je uglavnom kao tjednik i donosio je tekstove o životu radnika i stanovnika Borova. Osim njega poduzeće je izdavalo još dva lista, Prodavač i Izbor.

## Proizvodnja
Obuća u Borovu proizvodi se u dva proizvodna pogona: kožne obuće, te gumene i gumeno-platnene obuće. U proizvodnji se koriste samo materijali prirodnog porijekla: koža, platno od stopostotnog pamuka i prirodna guma od kaučuka koja se također proizvodi u tvornici u Borovu. Proizvodni kapaciteti dosežu i do milijun pari godišnje.

## Sport
Kao jedna od najvećih i najbogatijih tvornica u Jugoslaviji, Borovo je bio pokretač i sponzor mnogih sportskih klubova i natjecanja. Godine 1932. osnovan je SK Bata Borovo kao reklamna nogometna momčad tvornice, te je klub kao takav opstao do 1991. godine. Osim NK Borovo, tvornica je bila glavni sponzor i drugih vukovarskih klubova iz različitih sportova.

## Vanjske poveznice
Mrežna mjesta
- Borovo d.d., službeno mrežno mjesto
- Vlatka Surma Szabo, Bata-Borovo (uspomene na šport) 1931-2016
- Sven Cvek, Snježana Ivčić, Jasna Račić, Jugoslavensko radništvo u tranziciji: “Borovo” 1989., Politička misao 2/2015., Hrčak
- Borovo d. d. Hrvatska tehnička enciklopedija, portal hrvatske tehničke baštine. LZMK